# 金斯敦 (北卡羅萊納州)
金斯敦（英語：Kingstown）是一個位於美國北卡羅萊納州克里夫蘭縣的城鎮。

## 人口
根據2020年美國人口普查的數據，金斯敦的面積為4.56平方千米，皆為陸地。當地共有人口656人，而人口密度為每平方千米144人。